# Mongoliets ambassad i Stockholm
Mongoliets ambassad i Stockholm är Mongoliets diplomatiska representation i Sverige. Ambassadör sedan 2017 är Mendsaikhan Enkhsaikhan. Ambassaden är belägen i Danderyd på Svärdvägen 25. Ambassaden öppnades 2009.

## Beskickningschefer
| Namn                    | Period    | Funktion   |
| ----------------------- | --------- | ---------- |
| Enkhmandakh Baldan      | 2009–2013 | Ambassadör |
| Zorig Altai             | 2013–2017 | Ambassadör |
| Mendsaikhan Enkhsaikhan | 2017–     | Ambassadör |